# 松普夫湖
53°46′25″N 12°8′40″E / 53.77361°N 12.14444°E

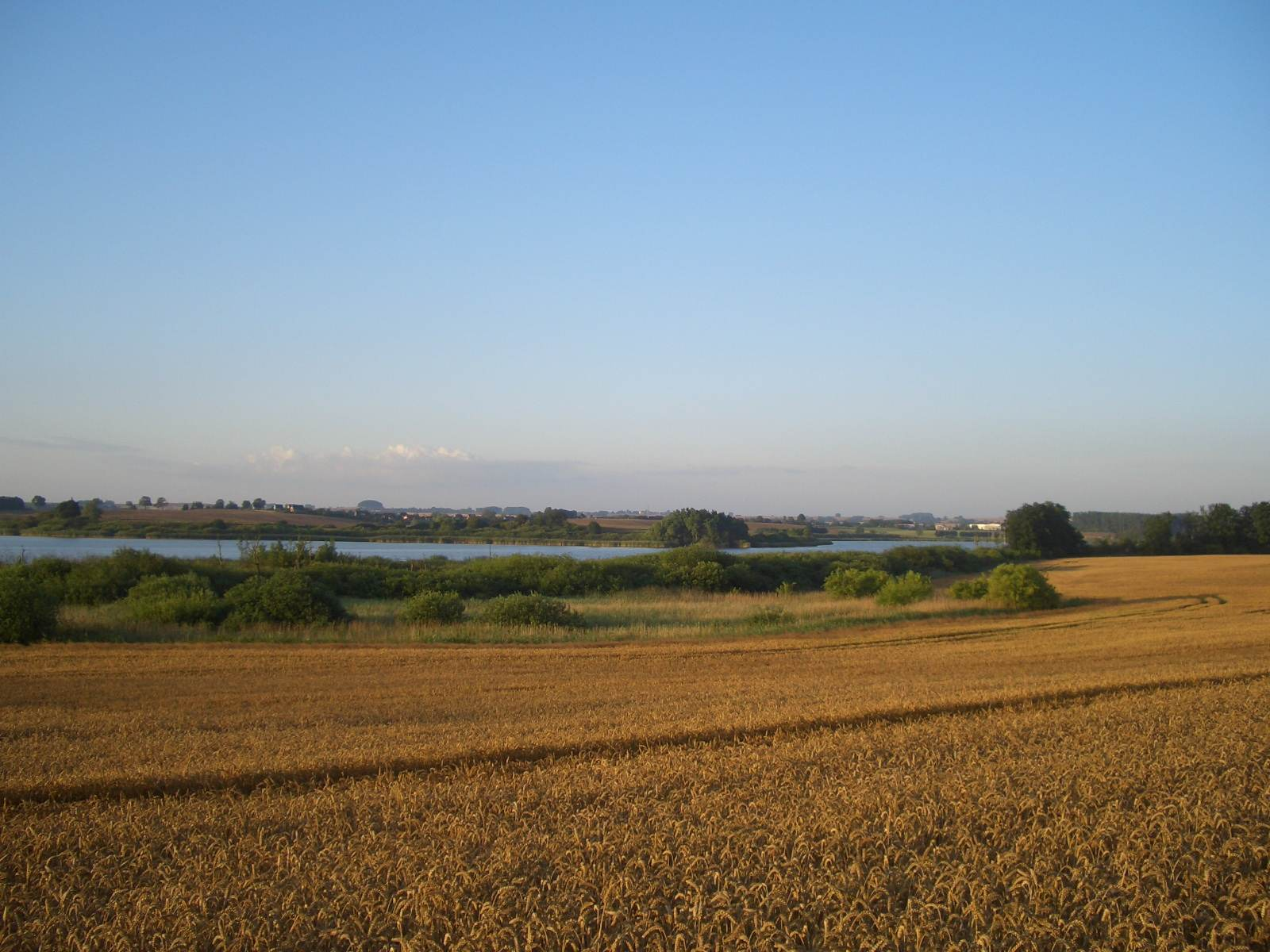

松普夫湖（德語：Sumpfsee），是德國的湖泊，位於該國東北部梅克倫堡-前波美拉尼亞州，由羅斯托克郡負責管轄，長2.7公里、寬0.6公里，面積1.27平方公里，海拔高度6米。